# Gelasma papuensis
Gelasma papuensis là một loài bướm đêm trong họ Geometridae.